# ديفيد رودريغيز (ملاكم)
ديفيد رودريغيز (بالإنجليزية: David Rodriguez)‏ مواليد 18 سبتمبر 1977 في إل باسو، هو ملاكم محترف أمريكي يصنف ضمن فئة الوزن الثقيل بدأ مسيرته الاحترافية سنة 1998 حيث انتصر في نزاله الأول.

## المسيرة الاحترافية
من نزالاته:
- خسر أمام دارنيل ويلسون بالضربة القاضية (2013/12/14).
- انتصر على أوين بيك بالضربة القاضية (2011/05/24).

## إحصائيات
خاض خلال مسيرته 39 نزالا، فاز في 37 ولم يتعادل وخسر في 2. فاز بالضربة القاضية في 35 نزالا.

## وصلات خارجية
- ديفيد رودريغيز على موقع بوكس ريك (الإنجليزية) (registration required)

- الموقع الرسمي